# محمد یونس (دونده)
محمد یونس (انگلیسی: Muhammad Younis؛ زادهٔ ۴ نوامبر ۱۹۴۸) دونده دو نیمه‌استقامت اهل پاکستان بود.